# سیبینکا
سیبینکا (به لاتین: Cybinka) یک شهر و گمینا در لهستان است که در گمینا تسبینکا واقع شده‌است. سیبینکا ۵٫۳۲ کیلومتر مربع مساحت و ۲٬۹۴۷ نفر جمعیت دارد.